# Gnathochorisis chiricahuae
Gnathochorisis chiricahuae là một loài tò vò trong họ Ichneumonidae.